# Gerd Holtenau
Gerd Holtenau (* 21. Januar 1928; † 8. Januar 2015) war ein deutscher Schauspieler, Hörspiel- und Synchronsprecher.

## Leben
Gerd Holtenau war Berliner. Er war über 65 Jahre als Schauspieler, Synchronschauspieler und Sprecher für Hörspiele tätig. Zu den Theatern, an denen er auf der Bühne stand, zählen das Deutsche Theater Berlin, das Theater der Freien Volksbühne, das Schillertheater, die Tribüne und das Hansa-Theater. Im Bereich Film und Fernsehen sah man ihn u. a. in Jedermannstraße 11, Im Morgenwind, Frühlingssinfonie, Das Fernsehgericht tagt, Rivalen der Rennbahn, Wolffs Revier, Liebling Kreuzberg, Direktion City, Kassensturz, Ada Harris ins Parlament. Gerd Holtenau ist als Synchronschauspieler in weit über 400 Filmen und TV-Serien zu hören und führte auch häufig Regie. U.a. hörte man ihn in tragenden Rollen in den TV-Hits Dallas, Bonanza, Die Straßen von San Francisco. In Hörspielen der öffentlich-rechtlichen Rundfunkanstalten war er ebenso oft zu hören wie in kommerziellen Hörspielen.
Holtenau hatte Sprecherrollen in den Hörspielen Benjamin Blümchen, Bibi Blocksberg und Bibi und Tina.
Etwa Mitte der 1960er-Jahre synchronisierte er die Filme Meine Frau die Hexe, Sprecher Gunn, Der Etappenheld und Sam Whiskey Pete. Von 1970 bis 1977 synchronisierte Holtenau folgende Filme: Unfall im Weltraum, Mann ohne Gesetz, Die Verfolger, Treffpunkt Centralpark, Tollkühne Flieger und Asterix erobert Rom.
Als Schauspieler war er u. a. in Didi – Der Experte (1988) als Moderator zu sehen Darüber hinaus spielte Gerd Holtenau 1978 in Vorhang auf, wir spielen Mord und 1981 als Dr. Greff, Im Morgenwind mit.
Gerd Holtenau verstarb am 8. Januar 2015, kurz vor seinem 87. Geburtstag.

## Synchronrollen (Auswahl)

### Filme
- 1944: Donald Crisp in Kleines Mädchen, großes Herz als Mr. Brown
- 1949: Donald Crisp in Lassie in Not als „Jock“ Gray
- 1972: Nello Pazzafini in Ben und Charlie als Butch
- 1972: Giulio Baraghini in Milano Kaliber 9 als Polizist
- 1977: Walter Gotell in Marschier oder stirb als Colonel Lamont
- 1981: Andrea Aureli in Ein Superbulle gegen Amerika als Don Mimi
- 1982: Nello Pazzafini in Der Bomber als Bars Klient
- 1986: Martin Landau in Kung Fu – Der Film als John Martin Perkins III.
- 1987: Garry Goodrow in Dirty Dancing als Moe Pressman
- 1988: Hale Hamilton in Millionäre bevorzugt als Charlie Turner
- 1990: James Earl Jones in Condition Red als Looking Glass General – „Alice“
- 1990: Mitchell Ryan in Großalarm im Krankenhaus als Chief Tom Riordan
- 1997: Walter Gotell in Prinz Eisenherz als Eric der Alte
- 1998: Michel Aumont in Der Graf von Monte Christo als Baron Danglars
- 1999: Dennis Farina in Mod Squad – Cops auf Zeit als Capt. Adam Greer
- 2003: Alain Mottet in Mata Hari – Die wahre Geschichte als Clunet
- 2005: Jerry Adler in In den Schuhen meiner Schwester als Lewis

### Serien
- 1966–1967: Jim Backus in Gilligans Insel als Thurston Howell III.
- 1990: Allan Arbus in M*A*S*H als Maj. Sidney Freedman (1. Stimme)
- 1990: Gerald S. O’Loughlin als General Doug Johnson in Trio mit vier Fäusten
- 1993–1994: Tim Curry in Sonic the Hedgehog als König Acorn
- 1995–1996: John Cairney in Wendy als Georg Loder
- 1995–1997: Fyvush Finkel in Picket Fences – Tatort Gartenzaun als Douglas Wambaugh
- 1999–2001: Richard Briers in Unten am Fluss als Hauptmann Broom
- 2000: Joji Yanami in Digimon als Gennai
- 2006–2010: Shelley Berman in Boston Legal als Richter Robert Sanders

## Filmografie als Schauspieler (Auswahl)
- 1975: Der letzte Schrei
- 1976–1983: Tatort (Fernsehreihe)
  - 1976: Transit ins Jenseits
  - 1981: Beweisaufnahme
  - 1981: Katz und Mäuse
  - 1983: Fluppys Masche
- 1977: Anpassung an eine zerstörte Illusion
- 1978: Die Faust in der Tasche
- 1979: Die Koblanks (Fernsehserie)
- 1978: Vorhang auf, wir spielen Mord
- 1981: Im Morgenwind
- 1983: Eine Liebe in Deutschland
- 1983: Frühlingssinfonie
- 1984: Er-Goetz-liches
- 1985: Didi – Der Untermieter (Fernsehserie)
- 1987: Beule oder Wie man einen Tresor knackt
- 1988: Der Knick – Die Geschichte einer Wunderheilung
- 1988: Didi – Der Experte
- 1988: Die Senkrechtstarter
- 1993: Wolffs Revier (Fernsehserie)

## Hörspiele (Auswahl)
- 1963: Thierry: Pension Spreewitz (Die Schauspielerin Schill, Folge 129, Erstsendung am 2. Februar 1963) – Regie: Ivo Veit (RIAS Berlin)[4]
- 1965: Max Kretzer: Der Millionenbauer. Damals war’s – Geschichten aus dem alten Berlin (Wiener Jean) (Geschichte Nr. 5 in 15 Folgen) – Regie: Ivo Veit (RIAS Berlin)[5]
- 1969: Edwin Beyssel: Steinmüllers Erben. Damals war’s – Geschichten aus dem alten Berlin (Kellner bei Habel) (Geschichte Nr. 10 in 10 Folgen) – Regie: Ivo Veit (RIAS Berlin)[5]
- 1969: Friedrich Hackländer: Bertha Wegemanns Wege. Damals war’s – Geschichten aus dem alten Berlin (Geheimrat von Lüdenburg) (Geschichte Nr. 11 in 15 Folgen) – Regie: Ivo Veit (RIAS Berlin)[5]
- 1970: Erdmann Graeser: Herr Kanzleirat Ziepke. Damals war’s – Geschichten aus dem alten Berlin (Diener) (Geschichte Nr. 13 in 12 Folgen) – Regie: Ivo Veit (RIAS Berlin)[5]
- 1971: Cornelia Schöner: Drei Spatzen unterm Dach. Damals war’s – Geschichten aus dem alten Berlin (Herr Dümmchen, Lehramtskandidat) (Geschichte Nr. 9 in 12 Folgen) – Regie: Ivo Veit (RIAS Berlin)[5]
- 1969: Willibald Runge: Giese gegen Giesebrecht. Damals war’s – Geschichten aus dem alten Berlin (Herr Kerger) (Geschichte Nr. 16 in 10 Folgen) – Regie: Ivo Veit (RIAS Berlin)[5]
- 1975: Erich Jakob: Die selige Cornelie. Damals war’s – Geschichten aus dem alten Berlin (Sohn Heinrich, Arzt an der Charité) (Geschichte Nr. 22 in 8 Folgen) (Pfarrer) – Regie: Ivo Veit (RIAS Berlin)[5]
- 1977: Hermine Jüttner: Das fleißige Lieschen. Damals war’s – Geschichten aus dem alten Berlin (Albert Polenz, Kaufmann) (Geschichte Nr. 28 in 10 Folgen) – Regie: Ivo Veit (RIAS Berlin)[5]
- 1979: Hermine Jüttner: Die flotte Charlotte. Damals war’s – Geschichten aus dem alten Berlin (Abteilungsleiter Bieber) (Geschichte Nr. 30 in 8 Folgen) – Regie: Ivo Veit (RIAS Berlin)[5]
- 1987: Sabine Thiesler: Die Kneipe im Kiez. Damals war’s – Geschichten aus dem alten Berlin (Emil Dammrich, Fleischermeister) (Geschichte Nr. 40 in 10 Folgen) – Regie: Bärbel Jarchow-Frey (1–4). Robert Matejka (5–7), Manfred Marchfelder (8–10) (RIAS Berlin)[5]
- 1990: Paul Hengge: Ein Pflichtmandat – Regie: Robert Matejka (Hörspiel – RIAS Berlin)[6]

- Benjamin Blümchen Benjamin Blümchen hat Geburtstag (9), Briefträger
- Benjamin Blümchen Benjamin und das Schloß (10), Briefträger
- Benjamin Blümchen Benjamin auf dem Mond (11), Portier
- Benjamin Blümchen Benjamin als Briefträger (12), Mann
- Benjamin Blümchen Benjamin träumt (16), Zoll-Elefant
- Benjamin Blümchen Benjamin als Pilot (30), Polizist
- Benjamin Blümchen Benjamin und die Verkehrsschule (32), Oberpolizeirat
- Benjamin Blümchen Der Gorilla ist weg (37), Polizist
- Benjamin Blümchen Benjamin zieht aus (40), Mann
- Benjamin Blümchen Benjamin als Pirat (41), Bahnhofsvorstand
- Benjamin Blümchen Benjamin als Ritter (42), Polizist
- Benjamin Blümchen Benjamin als Bäcker (44), Polizist
- Bibi Blocksberg Hexen gibt es doch (1), Feuerwehrmann[7]
- Bibi Blocksberg Hexerei in der Schule (2), Arzt
- Bibi Blocksberg Bibi und die Zauberlimonade (3), Arzt
- Bibi Blocksberg Bibi und der Schulausflug (11), Busfahrer Schulze
- Bibi Blocksberg Bibi und die Weihnachtsmänner (38), Ronald
- Bibi und Tina, Mühlenhofbauer
- Gruselkabinett (82) – Der Zombie